# Paul Mutzner
Paul Mutzner (Chur, 5 mei 1881 - Zürich, 17 juli 1949) was een Zwitsers jurist en hoogleraar.

## Biografie
Paul Mutzner studeerde rechten in Lausanne, Leipzig en Bern, waar hij les kreeg van de bekende Zwitserse jurist Eugen Huber. In 1907 behaalde hij een doctoraat in de rechten.
Na zijn studies was Mutzner van 1908 tot 1918 werkzaam voor de federale administratie. In 1913 werd hij echter deeltijds docent en vanaf 1916 buitengewoon hoogleraar in Bern. Tevens was hij van 1918 tot 1939 gewoon hoogleraar rechtsgeschiedenis en geschiedenis van het privaatrecht aan de Universiteit van Zürich. Hij nam uiteindelijk ontslag uit zijn academische functies om gezondheidsredenen.
Paul Mutzner was een broer van Carl Mutzner.

## Werken
- Geschichte des Grundpfandrechts in Graubünden. Ein Beitrag zur Geschichte des schweizerischen Privatrechts, 1909.
- Kommentar zum schweizerischen Zivilgesetzbuch. Anwendungs- und Einführungsbestimmungen. Artikel 1–50, 1926.
- System und Geschichte des schweizerischen Privatrechts. Dritte Lieferung, 1937.